# Flagge Ålands
Die Flagge Ålands ist das Nationalsymbol der autonomen Inselgruppe zwischen Finnland und Schweden. Der blaue Hintergrund mit dem gelben Kreuz stellt die Zugehörigkeit zu Schweden dar, die schwedische Kultur und die schwedische Abstammung, das rote Kreuz auf gelbem Kreuz sind die schwedischen Farben für Finnland und die Farben des finnischen Staatswappens: ein gelber Löwe auf rotem Grund.

## Geschichte

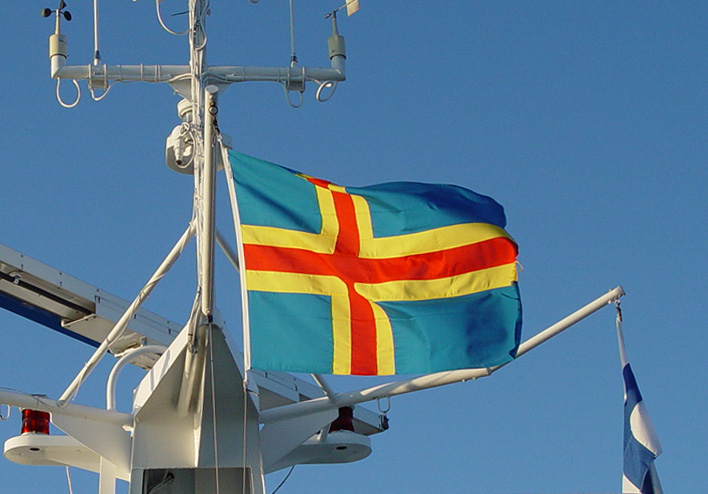
Flagge auf einer Fähre der Postroute

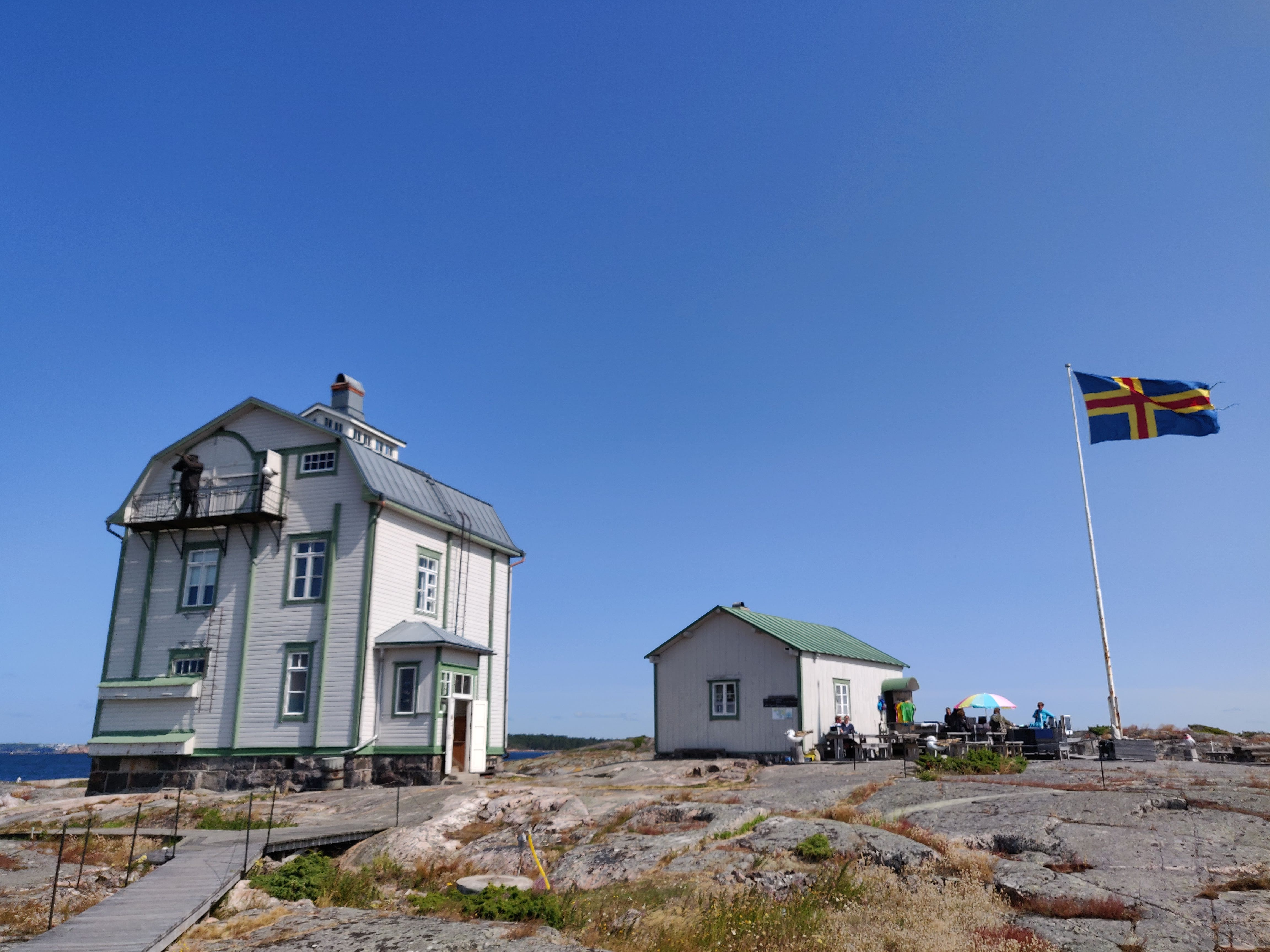
Die Flagge Ålands weht auf Kobba Klintar, einem der ersten Vorposten bei der Einfahrt nach Mariehamn.

Beim großen Liederfestival 1922 in Mariehamn wurde zum ersten Mal eine åländische Flagge gezeigt. Es war eine gestreifte Flagge mit drei gleich breiten Bändern, mit den Farben Blau-Gelb-Blau. Bis 1934 zeigten die Åländer immer wieder bei Festen ihre Flagge, die aus dem alten Schwedischen Reich stammte.
Im Jahr 1934 kam eine allgemeine Flaggenordnung heraus und laut dieser war es verboten, andere Flaggen zu zeigen, wenn nicht auch die Staatsflagge Finnlands an einem dominierenden Platz wehte. Die Åländer mit ihren Landschaftsbeauftragten und Landrat Björkman an der Spitze ignorierten diese Anordnung. „Diese Ordnung gilt da, wo sie erlassen worden ist, also in Finnland. Auf Åland gilt sie nicht“, war man sich auf den Inseln schnell einig.
Als dann ein diensteifriger Landesbeamter die åländische Flagge auf einem Fest herunterholte, rief man die Polizei. Diese konnte jedoch nichts machen, und nachdem man sich in Helsingfors (Helsinki) informiert hatte, stand fest: Es war im Gesetz für Åland keine Ausnahme erlassen worden, es durfte also keine Flagge mit åländischen Wappenfarben gehisst werden, ohne die finnische Flagge gleichzeitig zu hissen.
Man fand sich damit aber nicht ab; schon kurze Zeit später, 1937, schlug der Landstingabgeordnete Herman Mattsson vor, dass eine eigene åländische Flagge entworfen werden sollte. Aufgrund des Stockholmsplans – Befestigungsanlagen für Åland Ende der 1930er Jahre – wurden die Pläne vorerst auf Eis gelegt. Fünf Jahre später, 1942, griff Herman Mattsson diese Frage wieder auf, in der Hoffnung, dieses Mal Unterstützung zu erhalten. Nach einer kritischen Beleuchtung von Matts Dreijer Ende 1945 schlug man schließlich ein Landschaftsgesetz bezüglich der Åländischen Flagge und des Åländischen Wappens vor. Das Gesetz blieb jedoch im Gesetzesausschuss hängen und kam nicht zustande.
Das neue „Självstyrelselagen“ (Selbstverwaltungsgesetz) von 1951 gab dem Lagting schließlich das Recht, eine eigene Flagge für die Landschaft zu gestalten und auch über ihre Anwendung zu bestimmen. Damit war der Grundstein für ein åländisches Nationalsymbol gelegt.
Im Januar 1952 erließ die Landschaftsführung das erste åländische Flaggengesetz. Die Flagge, die vorgeschlagen wurde, war ein nordisches Kreuz in Blau und Gelb. Ein blauer Hintergrund mit gelbem Kreuz und in der Mitte des gelben Kreuzes ein blaues Kreuz. Das Lagting nahm das Gesetz an, die åländische Delegation verordnete das Gesetz, aber das Gericht befand, dass die Flagge der schwedischen zu ähnlich war und dass Verwechslungsgefahr bestand. Der Präsident der åländischen Delegation folgte dieser Meinung, und somit wurde der Vorschlag dieser Flagge verworfen.

Flagge Ålands aus dem Jahr 1922
Flaggenvorschlag 1952

Folglich kam es 1953 im Lagting zu einem Flaggenstreit. Im März wurde ein neuer Vorschlag lanciert, dieses Mal mit einem blauen Kreuz auf gelbem Grund. Danach entbrannte eine heftige Debatte. Schließlich wurde auch diese Initiative verworfen. Eine Minderheit hielt weiterhin an der alten Flagge aus dem Schwedischen Reich fest, der Blau-Gelb-Blau gestreiften Flagge. Die Mehrheit im Lagting war jedoch für eine skandinavische Kreuzflagge. So wurde ein dritter Vorschlag gemacht, dieses Mal mit einem blauen Hintergrund, einem gelben Kreuz und in dem gelben Kreuz ein rotes Kreuz. Dieser Vorschlag wurde schließlich mit 18 Stimmen bei 11 Gegenstimmen angenommen.
Am 31. März 1954 erkannte der finnische Präsident Paasikivi das Flaggengesetz an. Im neuen Selbstverwaltungsgesetz haben Schiffe, die auf Åland registriert sind, das Recht, die åländische Flagge als Seefahrtsflagge auf der ganzen Welt zu führen.
Das Seitenverhältnis der heutigen Flagge beträgt 17:26; die horizontalen Abmessungen der Felder betragen 16:3:4:3:26, vertikal 12:3:4:3:12.

## Erfinder der åländischen Flagge
Später wurde spekuliert, wer der ursprüngliche Erfinder der nun neuen åländischen Flagge war. Laut Erik Tudéer war dies der Volkshochschullehrer L. O. Liljeström. Der Journalist Håkan Skogsjö, der sich den Entwurfsverlauf noch einmal durch den Kopf gehen ließ, war anderer Meinung. Ein späteres Interview mit dem damaligen Vizepräsidenten des Lagtings, Eliel Persson, bestätigte Skogsjös Wahrnehmung. Laut Persson war es Evald Häggblom, der die Flagge entwarf, die schließlich die Abstimmung gewann. Der gleiche Vorschlag wurde gleichzeitig auch von der Volksschullehrerin Kerstin Bertell erstellt, die mehrere Möglichkeiten unter ihren Kollegen testete.

## Alte Vorfahren der åländischen Flagge
Mitte der 1960er Jahre entdeckte man bei Restaurierungsarbeiten einer mittelalterlichen Holzskulptur, die dem schwedischen König Karl Knutsson Bonde gehörte, dass die noch vorhandenen Farbreste auf dem königlichen Banner eine unbekannte Vorlage für die åländische Flagge waren. Es wird angenommen, dass dieses Banner im 15. Jahrhundert über Kastelholm wehte, als Karl Knutsson mit seinen Gästen nach Åland kam.